# 让-马克·方丹
让-马克·方丹（法語：Jean-Marc Fontaine，1944年3月13日—2019年1月29日），法国数学家，法国科学院院士。他是p进霍奇理论的创始人之一。